# Tavşan Adası (Aydın)
Tavşan Adası (‚Haseninsel‘) ist eine kleine unbewohnte Insel etwa 150 Meter vor der kleinasiatischen Küste nordwestlich der Stadt Didim, des antiken Didyma. Die zur türkischen Provinz Aydın gehörende Ägäisinsel ist etwa 150 Meter lang und 90 Meter breit. Sie erhebt sich bis zu 6,5 Meter über den Meeresspiegel.
Bis zum 6. Jahrhundert n. Chr. war die heute mit dichtem Gestrüpp, verwilderten Olivenbäumen und am Rand mit immergrüner Macchie bewachsene Tavşan Adası durch eine Landbrücke mit dem Festland verbunden. Im Norden und Süden befanden sich zwei Sandbuchten. In frühbyzantinischer Zeit führte die Transgression infolge einer tektonischen Absenkung der Küste um etwa zwei Meter zur Ausbildung der heutigen Insel.
Seit 2006 gab es auf Tavşan Adası mehrere archäologische Grabungskampagnen im Rahmen des Didyma-Projekts der Zentrale des Deutschen Archäologischen Institutes (DAI). Die Grabungen konzentrierten sich auf die Süd- und die Ostseite der Insel.

## Geschichte
Nach Erkenntnissen aus den archäologischen Ausgrabungen von 2006 bis 2011 weisen grob mit Häcksel gemagerte, reduzierend gebrannte und mit einem roten Überzug versehene Scherben auf eine Besiedlung von Tavşan Adası in der Kupferzeit oder frühen Bronzezeit im 3. Jahrtausend v. Chr. Die Reste dreier kleinerer einräumiger Gebäude im Inselnorden, die terrassenartig in den Hang gebaut waren, enthielten lokal geprägte Keramik mit anatolischen sowie süd- und ostägäischen Einflüssen (frühkykladisch II/III und frühminoisch II/III).
Im Süden der Insel finden sich Gebäudereste eines Handwerkerviertels, die offenbar um gepflasterte Höfe angeordnet waren und zwischen 2000 und 1700 v. Chr. entstanden. Die hier entdeckten Fundstücke, wie Kamares-Scherben, Tassen, Schalen und Kochgeschirr, ein Keramikofen kretischen Typs, minoische Webgewichte, Spinnwirtel, Purpurschnecken und eine steinerne Gussform minoischen Typs zur Herstellung einer Doppelaxt (Labrys), unterstützen die Annahme, dass sich auf Tavşan Adası im Zeitraum MM IB/II der Altpalastzeit Kretas eine minoische Siedlung befand.

Amygdaloides kretominoisches Bergkristallsiegel mit fein eingeschnittenem Segelschiff (oben) und Abdruck (unten), Grabungsfund aus dem Jahr 2008

Weitere minoische Funde stammen aus den nachfolgenden Zeitabschnitten MM III und SM IA der kretischen Neupalastzeit. Sie befanden sich in einem 15,5 × 15 Meter großen, ehemals zweigeschossigen Gebäudekomplex mit langen rechteckigen Räumen im Osten der Insel, der sehr wahrscheinlich durch die Flutwelle eines Tsunami infolge des Vulkanausbruchs auf Thēra um 1613 v. Chr. zerstört wurde. Bei den Fundstücken, regionale „minoische“ und Importwaren, handelt es sich um ein amygdaloides kretisches Bergkristallsiegel mit eingeschnittenem Segelschiff, Gefäßreste mit vor dem Brennen eingeritzten Schriftzeichen, größtenteils in Linearschrift A, kretische Gewichte aus Blei und Stein, Kupferbarren, Bleibarren, Bronzemeißel und -pfrieme, einen Steinamboss, eine Gussform aus Stein zur Herstellung von Flachäxten und Barren, kykladisches Obsidian und Marmor. Die Funde von Tavşan Adası implizieren einen wichtigen Handels- und Umschlagsort an dieser Stelle der kleinasiatischen Küste in minoischer Zeit.
Ebenfalls im Osten von Tavşan Adası fanden sich wenige antike Scherben vor allem aus der archaischen Zeit, wie auch die obere Hälfte eines zweihenkligen archaischen Gefäßes der Zeit von 750 bis 500 v. Chr. An der östlichen Abbruchkante der Insel wurde ein Mauerrest mit einer Grube freigelegt, in der sich Vogelschalenfragmente, Schwarzfirnis- und Fikelluraware befanden. Aus der Antike stammen weiterhin die Überreste eines Schiffswracks in sieben Metern Tiefe etwa 250 Meter südwestlich der Insel. Das Anlaufen der beiden Sandbuchten im Norden und Süden Tavşan Adasıs bot antiken Seefahrern Schutz in der Nacht und bei Sturm.
Aus spätantiker bzw. frühbyzantinischer Zeit stammen die Reste einer einräumigen Kirche im Osten von Tavşan Adası mit einem südlichen Zugang, einer Apsis und einem nördlich angrenzenden kleinen Raum. Sie wurde anscheinend durch ein Erdbeben zerstört. Hier fanden sich Architekturfragmente aus Marmor, eine bronzene Lampenkette, Dachziegel und Fragmente typischer Gefäßkeramik. Ein 2007 freigelegter frühbyzantinischer Brunnen führt heute Meerwasser. Dies bildet einen terminus post quem für das Absacken der Küste um etwa zwei Meter infolge eines Erdbebens im 6. Jahrhundert und damit der Bildung der Insel, die vorher durch eine Landbrücke mit dem Festland verbunden war.

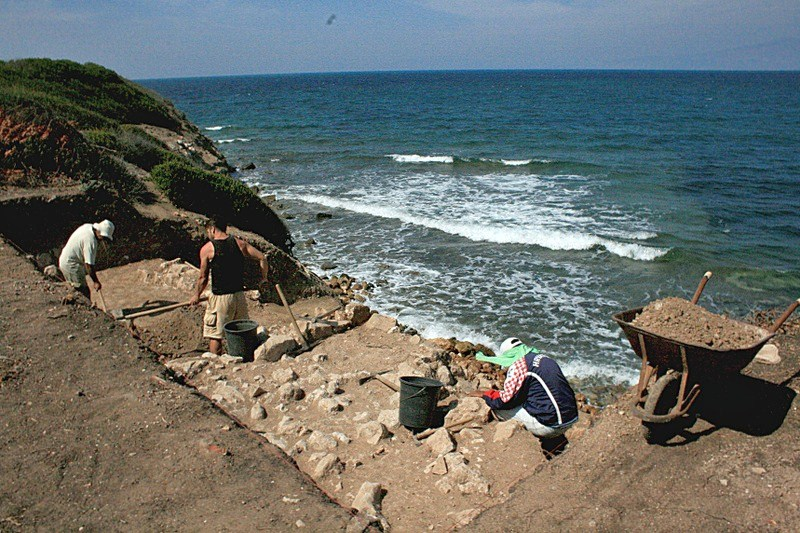
Tavşan Adası: Ausgrabungen des DAI und der Universität Halle-Wittenberg

Im Jahr 2008 im Nordosten gefundene osmanische Silbermünzen der Zeit Süleymans I. werden durch die Archäologen nicht als Hinweis auf Siedlungsaktivitäten im 16. Jahrhundert gewertet.

## Forschungsgeschichte
Die Ausgrabungen des Deutschen Archäologischen Institutes auf Tavşan Adası erfolgen im Rahmen des Didyma-Projektes. Sie begannen 2006, nachdem im September 2005 eine erste systematische Begehung der Insel stattgefunden hatte. Insgesamt erfolgten bisher sechs Grabungskampagnen unter der Projektleitung von François Bertemes von der Universität Halle-Wittenberg. 2012 fand eine Aufarbeitungskampagne des Grabungsmaterials statt.